# Зоненберг-Виненберг
Зоненберг-Виненберг (њем. Sonnenberg-Winnenberg) општина је у њемачкој савезној држави Рајна-Палатинат. Једно је од 96 општинских средишта округа Биркенфелд. Према процјени из 2010. у општини је живјело 493 становника. Посједује регионалну шифру (AGS) 7134085.

## Географски и демографски подаци
Зоненберг-Виненберг се налази у савезној држави Рајна-Палатинат у округу Биркенфелд. Општина се налази на надморској висини од 400 метара. Површина општине износи 2,9 km². У самом мјесту је, према процјени из 2010. године, живјело 493 становника. Просјечна густина становништва износи 172 становника/km².